# Бургасский троллейбус
Троллейбусное движение в Бургасе — система троллейбусного движения в городе Бургас (Болгария). Было открыто 25 сентября 1989 года. Перевозчик — Бургасбус.
С 2014 года действуют два маршрута:
- Т1: Меден Рудник — бульвар Иван Вазов — бульвар Сан Стефано — бульвар Мария Луиза
- Т2: Меден Рудник — ул. Булаир — бульвар Демократия — Стефан Стамболов — Сан Стефано — Христо Ботев

С мая 2014 на маршрутах работают в основном новые троллейбусы Škoda 26Tr Solaris (первая поставка 12 машин). Самые старые из троллейбусов — Berna — сняты с маршрутов. Полная замена планируется к сентябрю 2014 года.
Цена билета в одну сторону, приобретенного в троллейбусе составляет 1,5 лева, электронного билета — 1,3 лева.

## Подвижной состав

### Актуальный
- Škoda 26Tr Solaris — 22 троллейбусов.

### Исторический
- ЗиУ-682 — 20 троллейбусов (от 1989 до 2010 годы);
- Volvo B58/Hess — 5 троллейбусов (от 1999 до 2014 годы);
- Berna 4GTP — 11 троллейбусов (от 2008 до 2014 годы).

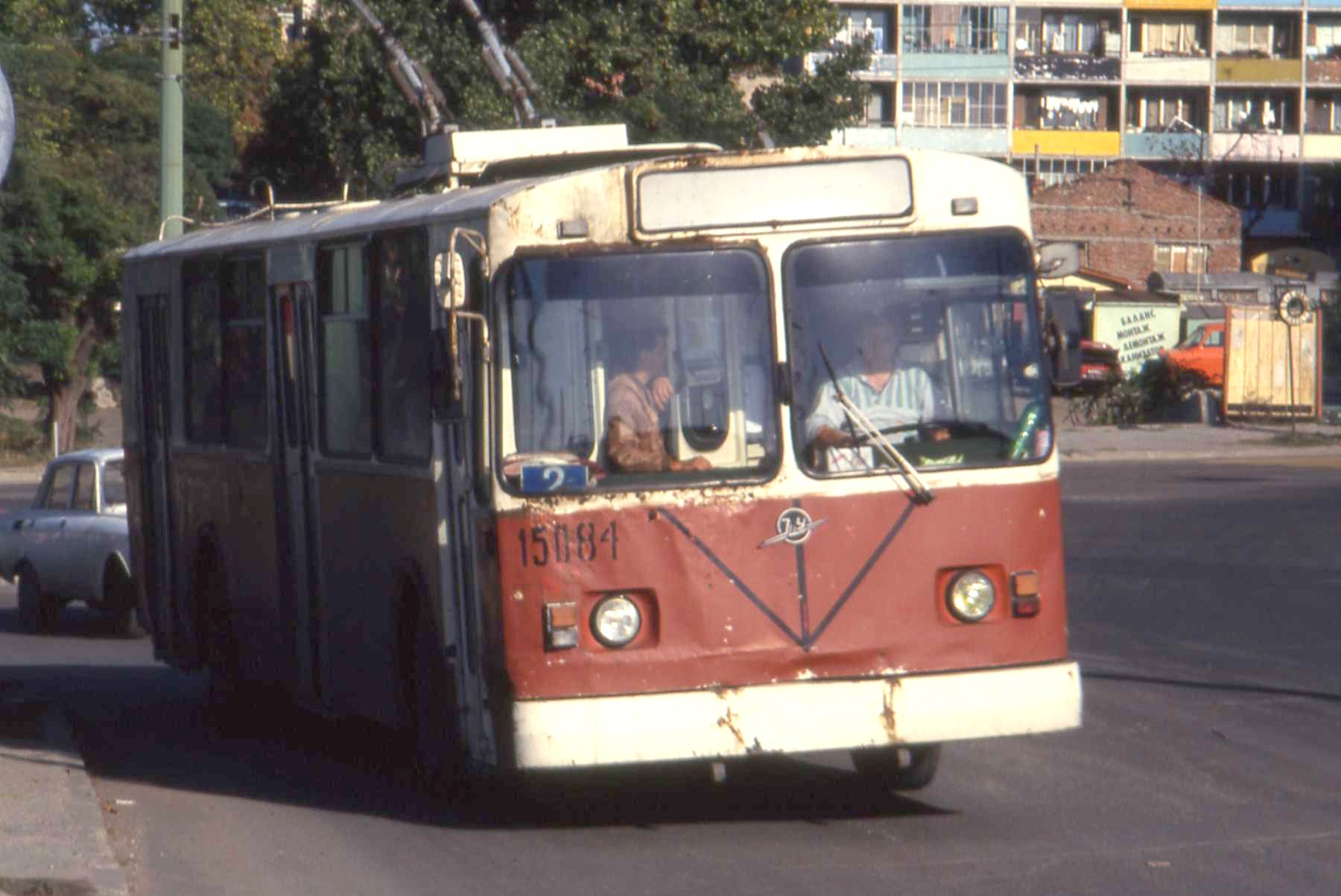
Троллейбус ЗиУ-682
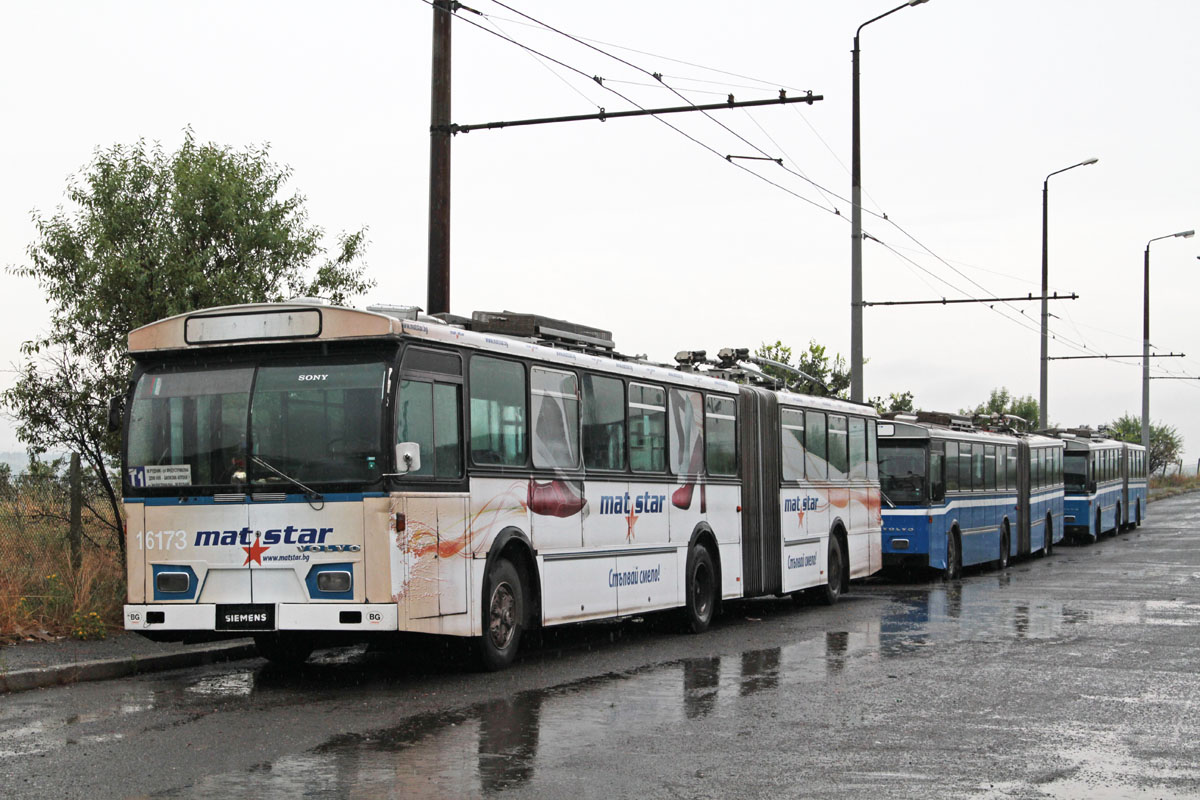
Троллейбусы Volvo B58/Hess